# Itajaí
Itajaí (pronunciado Itayaí) es un municipio brasileño del estado de Santa Catarina. Situado en el sur de Brasil, específicamente a la vera del río Itajaí-Açu (de ahí el origen del nombre). Limita con los municipios de Brusque, Camboriú, Gaspar, Balneário Camboriú y Navegantes. Pertenece a la Región Metropolitana de Foz do Rio Itajaí y es la ciudad cabecera de la Región Geográfica Inmediata de Itajaí.
Fundada por azorianos, Itajaí tiene su economía basada en el puerto, en el comercio, principalmente derivados de combustibles, y en la pesca.
La "Marejada" es la fiesta portuguesa del pescado, siendo la principal atracción relativa al mar y a las islas Azores.
Itajaí es sede del "Clube Náutico Marcílio Dias", club deportivo de fútbol y remo.

## Historia
La ciudad fue fundada el 15 de junio de, 1860, pero la colonización de Itajaí se inició en 1658 cuando el Paulista João Dias D'Arzão llegaron a la región. En 1750, las colonias portuguesas procedentes de las Madeira y Azores que está hecha en esta región de su hogar. En 1823 se convirtió en una región importante para las colonias portuguesas y, al final del siglo XIX, recibió un gran número de alemanes por los inmigrantes.
Itajaí y la mayor parte de la zona de Santa Catarina es propensa a las tormentas torrenciales, especialmente durante la temporada de primavera. Las inundaciones son frecuentes e incluso se pueden formar tornados .
A finales de noviembre de 2008, alrededor de 100 personas murieron en las inundaciones debido a las largas lluvias duraderas que cayeron en el sureste y el sur de Brasil. El 90% de la ciudad estaba bajo el agua y el puerto fue destruido parcialmente. Muchos perdieron sus casas y otros bienes y no tenían refugios listos a los que recurrir, ya que la lluvia combinada con las aguas del río invadieron todos los sectores de la ciudad y la mayor parte de la Costa central y del estado de Santa Catarina. El presidente Lula da Silva y otros funcionarios sobrevolaron la zona para evaluar los daños y ofrecer ayuda. El estado fue declarado zona de desastre por los gobiernos federales y estatales.

## Geografía
Itajaí está localizada en el Bajo Valle del mismo nombre, en el litoral, siendo bañada por las aguas del océano Atlántico, a orillas del río Itajaí-Açu, posibilitando la existencia del puerto.
La ciudad es básicamente plana, debido al nivel del mar, y gran parte de la vegetación nativa ya fue extraída para actividades comerciales y la expansión urbana. Es un municipio de la subrregión "Metropolitana del Valle de Itajaí", así como las ciudades vecinas.

## Puerto de Itajaí
El Puerto de Itajaí es el principal puerto de Santa Catarina y el 4° mayor de Brasil, actúa como puerto de exportación, acaparando casi toda la producción del estado.

## Población
La población de la ciudad desciende mayoritariamente de inmigrantes portugueses y alemanes.[cita requerida] lo que se refleja  tanto en la arquitectura como en la forma de vida.[cita requerida]

## Ciudades hermanas
- Melipilla
- Xinxiang
- Sodegaura
- Viana do Castelo[4]